# Viviane Reding
Viviane Reding (Esch-sur-Alzette, Luksemburg, 27. travnja 1951.) luksemburška je novinarka, političarka i od rujna 1999. članica Europske komisije.
Prije započinjanja novinarsku karijeru pri vodećim novinama u Luksemburgu, Luxemburger Wort, doktorirala je humanističke znanosti na Sorbonni. Od 1986. do 1998. bila je predsjednica novinarske udruge Luksemburga.
Razvedena je i ima troje djece.

## Politička karijera
Započinje političku karijeru 1979., kada je postala članicom luksemburškoga parlamenta obnašajući sljedeće dužnosti:
- predsjednica Socijalnoga odbora
- članica Ureda zastupničkoga doma
- članica parlamenta zemalja Beneluxa
- članica NATO-ove parlamentarne skupštine (predsjednica kršćanskodemokratskih/konzervativnih skupina)

Kasnije je bila predsjednicom luksemburške delegacije u Europskoj pučkoj stranci i Europskom parlamentu od 1989. do 1999. godine.
U Europskom parlamentu obnašala je dužnost predsjednice Odbora za peticije oko tri godine, zamjenice predsjednika Socijalnoga odbora oko dvije godine i Odbora za građanske slobode i unutarnje poslove oko dvije godine.
Od 1988. do 1993. bila je predsjednicom kršćansko-socijalnih žena a od 1995. do 1999. zamjenica predsjednika Kršćansko-socijalne pučke stranke.
Kao EU povjerenica bila je zadužena za obrazovanje i kulturu u Prodijevoj komisiji (od 1999. do 2004.). U prvoj Barrosovoj komisiji bila je zadužena za informacijsko društvo i medije a kasnije od 10. veljače 2010. je postala zamjenica predsjednika u drugoj Barrosovoj komisiji zadužena za pravosuđe, temeljna prava i državljanstvo.
Viviane Reding je bila predložena i izabrana u Europski parlament na izborima 1989., 1994., 1999., 2004., i 2009. godine. Poslije izbora 1999., postaje članicom komisije tako da je bila prisiljena napustiti svoj mandat u parlamentu. Poslije izbora 2004. i 2009. Reding prepušta svoj mandat u parlamentu kako bi zadržala svoje mjesto u komisiji. Na izborima 2009. bila je glavna predstavnica Kršćanske-socijalne pučke stranke osvojivši preko 70 000 glasova. 

## Vanjske poveznice
- Viviane Reding na službenoj stranici Europske komisije